# Argyrolobium zanonii subsp. zanonii
Argyrolobium zanonii subsp. zanonii é uma subespécie de planta com flor pertencente à família Fabaceae. 
A autoridade científica da subespécie é (Turra) P.W. Ball, tendo sido publicada em Feddes Repert. 79: 41 (1968).

## Portugal
Trata-se de uma subespécie presente no território português, nomeadamente em Portugal Continental.
Em termos de naturalidade é nativa da região atrás indicada.

## Protecção
Não se encontra protegida por legislação portuguesa ou da Comunidade Europeia.